# سدیم سوپراکسید
سدیم سوپراکسید (به انگلیسی: Sodium superoxide) با فرمول شیمیایی NaO۲ یک ترکیب شیمیایی است. که جرم مولی آن ۵۴٫۹۸۸۶ g/mol می‌باشد. شکل ظاهری این ترکیب، بلورهای جامد زرد است.